# 中切町 (名古屋市)
中切町（なかぎりちょう）は、愛知県名古屋市北区にある地名。中切町1丁目から中切町6丁目と7つの字が存在する。住居表示未実施。

## 地理
町の東端を南北に国道41号（空港線）が通り、町境となっている。また北端には庄内川と矢田川の河川敷が面積を占める。それ以外は基本的に住宅地であるが、工場・倉庫等も点在する。字は石原・犬山・新田・塚坪・西裏・野間・初坪があり、犬山・西浦・塚坪・初坪は庄内川・矢田川の河川敷である。

### 河川
- 庄内川
- 矢田川
- 三郷悪水

## 歴史
同じ春日井郡内に同名の中切という地名が存在したため（現春日井市中切町）、こちらを下流側の中切村であるとして下中切村として区別していた。

### 町名の由来
かつては庄内川と矢田川の流路に挟まれた安食三郷のひとつとして数えられていたが、その三郷の中間にあったことによる。

### 沿革
- 江戸時代 - 尾張国春日井郡の中切村として成立。尾張藩領・大代官所支配。
- 明治初年 - 下中切村と改称[2]。
- 1880年（明治13年）2月5日 - 西春日井郡成立に伴い、同郡下中切村となる。
- 1889年（明治22年）10月1日 - 町村制施行・合併に伴い、川中村大字下中切となる[2]。
- 1933年（昭和8年）4月1日 - 合併に伴い、萩野村大字下中切となる[2]。
- 1937年（昭和12年）3月1日 - 合併に伴い、名古屋市西区中切町となる[2]。
- 1944年（昭和19年）2月11日 - 北区成立に伴い、北区中切町となる[2]。
- 1962年（昭和37年）11月10日 - 福徳町・成願寺町との間で境界変更[2][3]。
- 1978年（昭和53年）11月26日 - 一部が成願寺一丁目・川中町となる[2][3]。

## 世帯数と人口
2019年（平成31年）1月1日現在の世帯数と人口は以下の通りである。
| 町丁   | 世帯数    | 人口    |
| ------ | --------- | ------- |
| 中切町 | 1,332世帯 | 2,981人 |

### 人口の変遷
国勢調査による人口の推移
| 2000年（平成12年） | 3,193人 | [ WEB 7 ]  |  |
| 2005年（平成17年） | 3,267人 | [ WEB 8 ]  |  |
| 2010年（平成22年） | 3,115人 | [ WEB 9 ]  |  |
| 2015年（平成27年） | 3,014人 | [ WEB 10 ] |  |

## 学区
市立小・中学校に通う場合、学校等は以下の通りとなる。また、公立高等学校に通う場合の学区は以下の通りとなる。
| 番・番地等 | 小学校               | 中学校               | 高等学校 |
| ---------- | -------------------- | -------------------- | -------- |
| 全域       | 名古屋市立川中小学校 | 名古屋市立志賀中学校 | 尾張学区 |

## 交通

### バス
- 名古屋市営バス（名古屋市交通局）
  - 中切町四丁目停留所 - 幹栄1系統（如意住宅・水分橋行）・名駅13系統（中切町行）・黒川11系統（如意車庫前・北部市場行）・黒川12系統（中切町行）
  - 中切町停留所 - 名駅13系統（中切町・名古屋駅行）・黒川11系統（黒川行）・黒川12系統（中切町・博物館行）

## 施設
- 川中保育園

社会福祉法人白馬福祉会が運営する私立保育園。1979年（昭和54年）4月1日創立。
- 曹洞宗乗円寺

山号は白馬山。名古屋市永安寺の末寺。本尊は釈迦如来。創建年代未詳。開基は乗圓なる僧で、萬里虎關和尚が開山したとされる。創建当初は天台宗大長山乗圓寺として、観世音菩薩・阿弥陀如来・薬師如来を祀っていたが、慶長年間に至り、永安寺二世興國東順により再興され、曹洞宗に改宗した。再興されるまでは常観寺の一堂であり、道場とされていた。また、宝暦13年には山号を白馬山へと改めた。

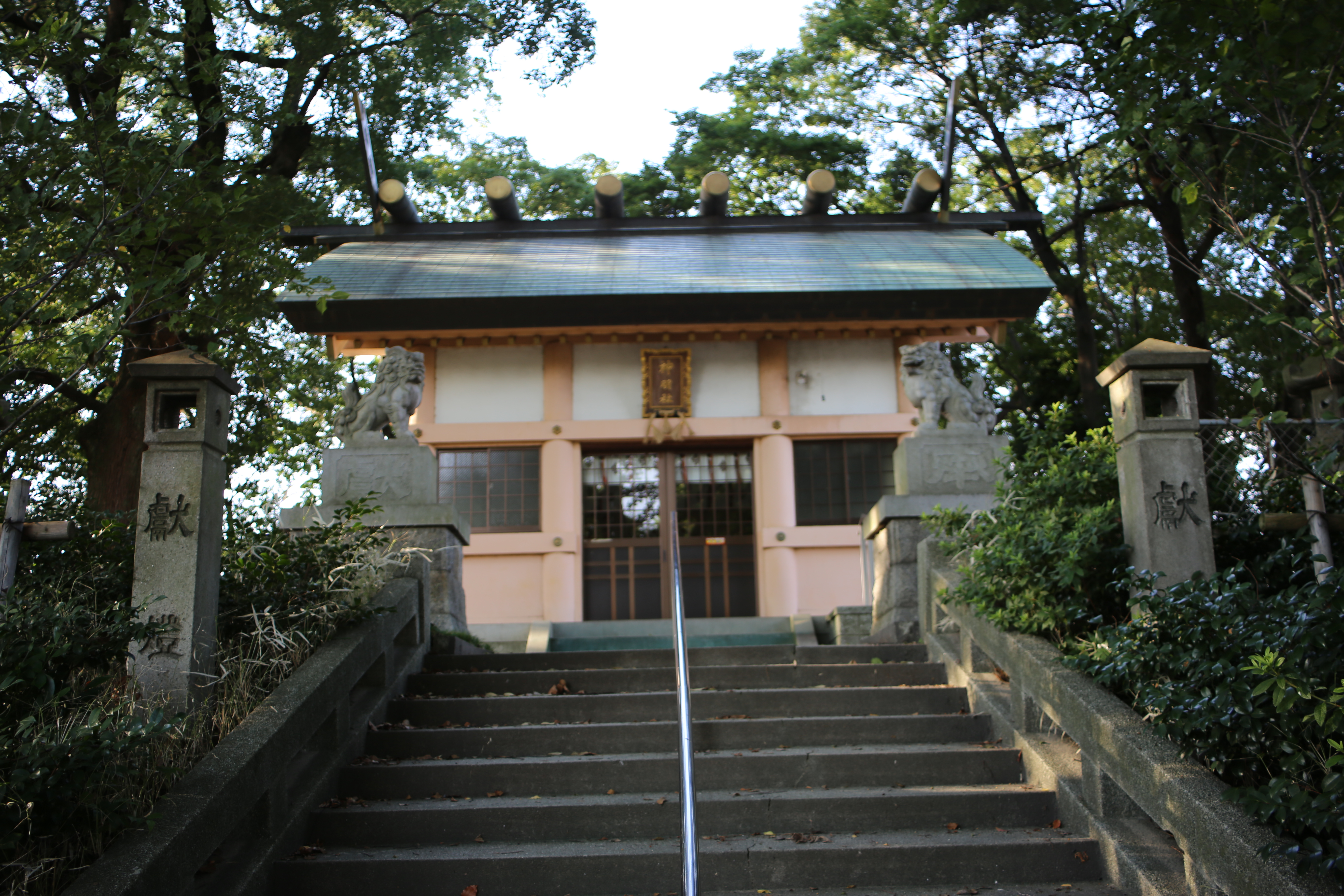
神明社
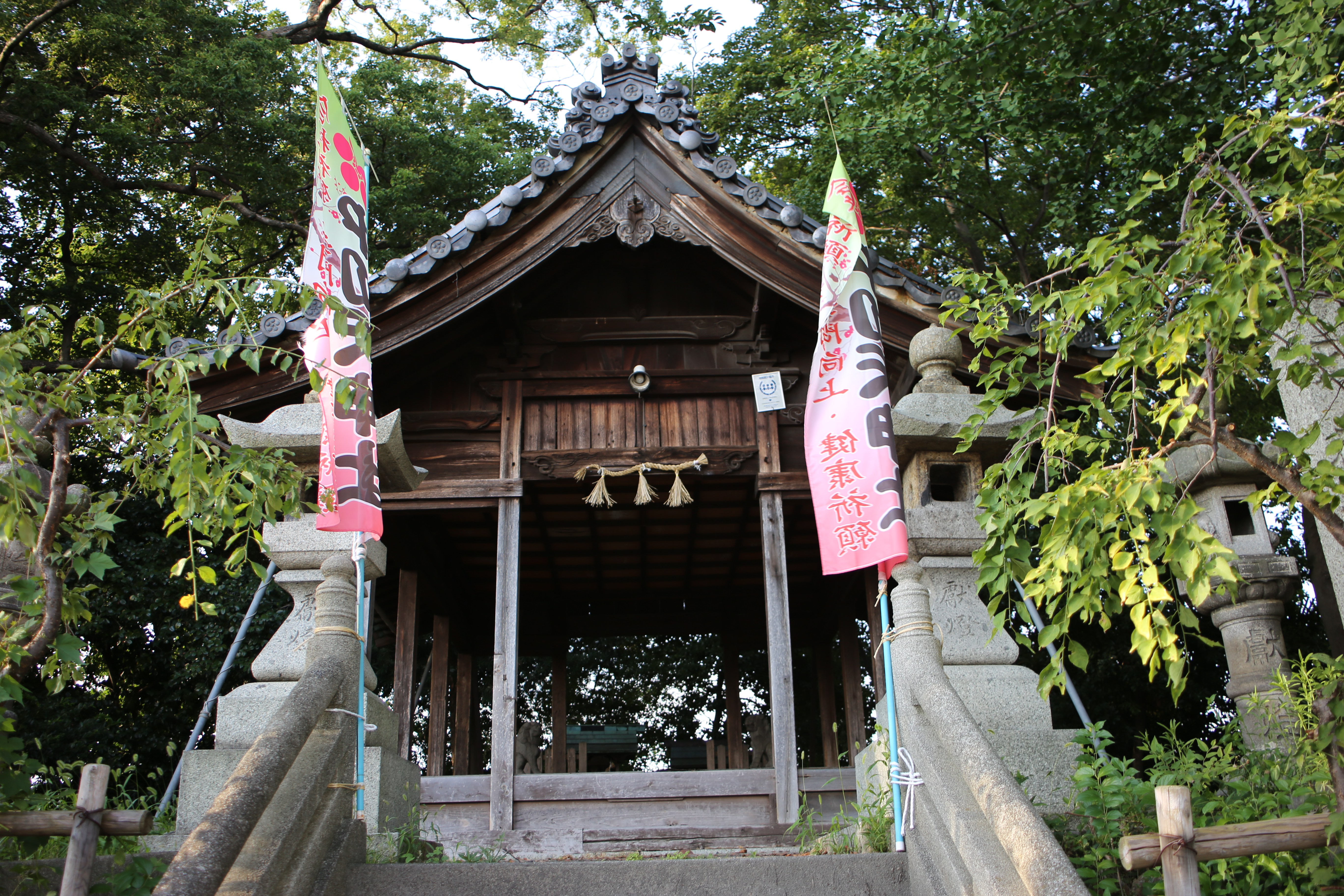
天神社
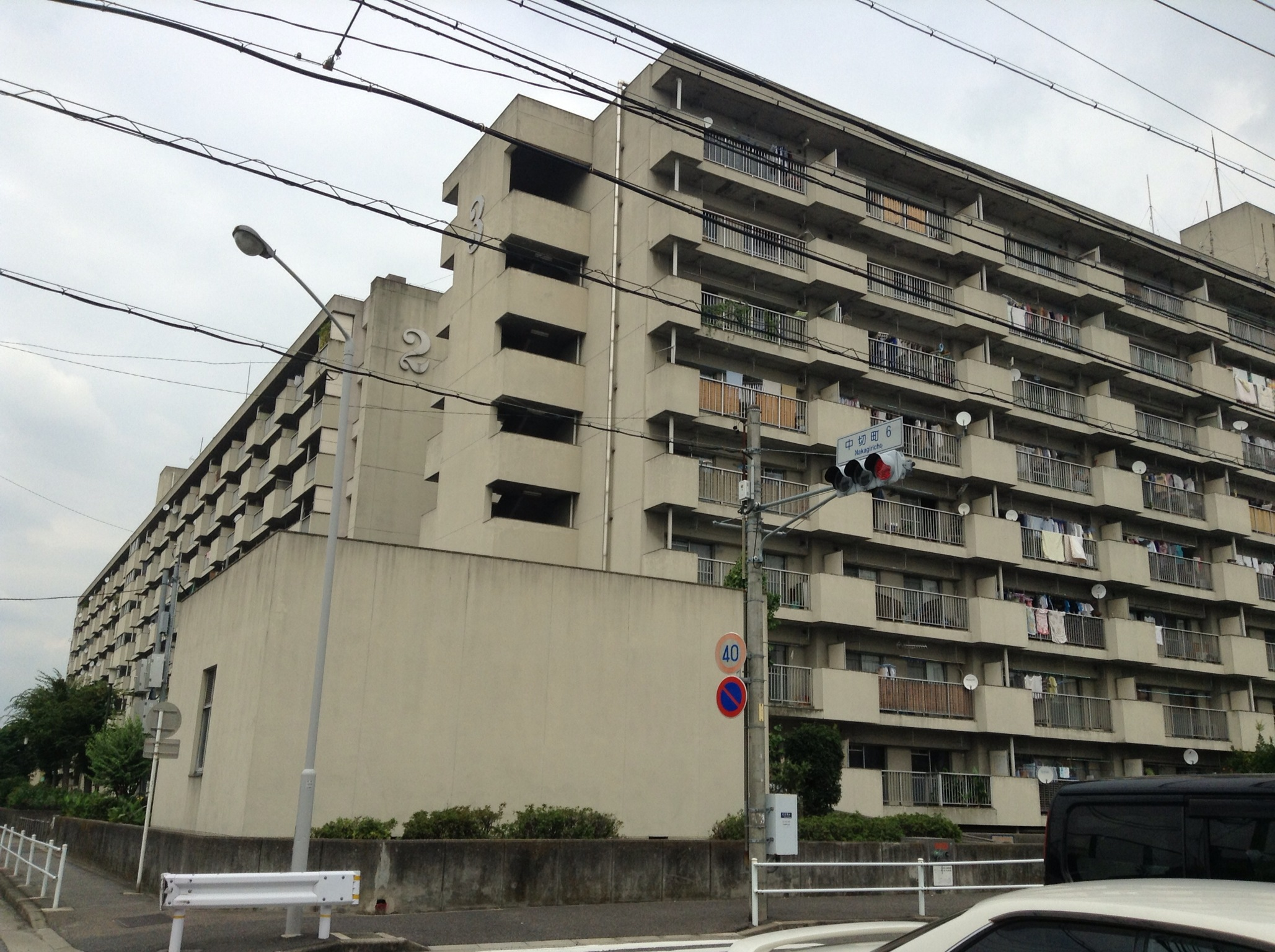
県営川中住宅
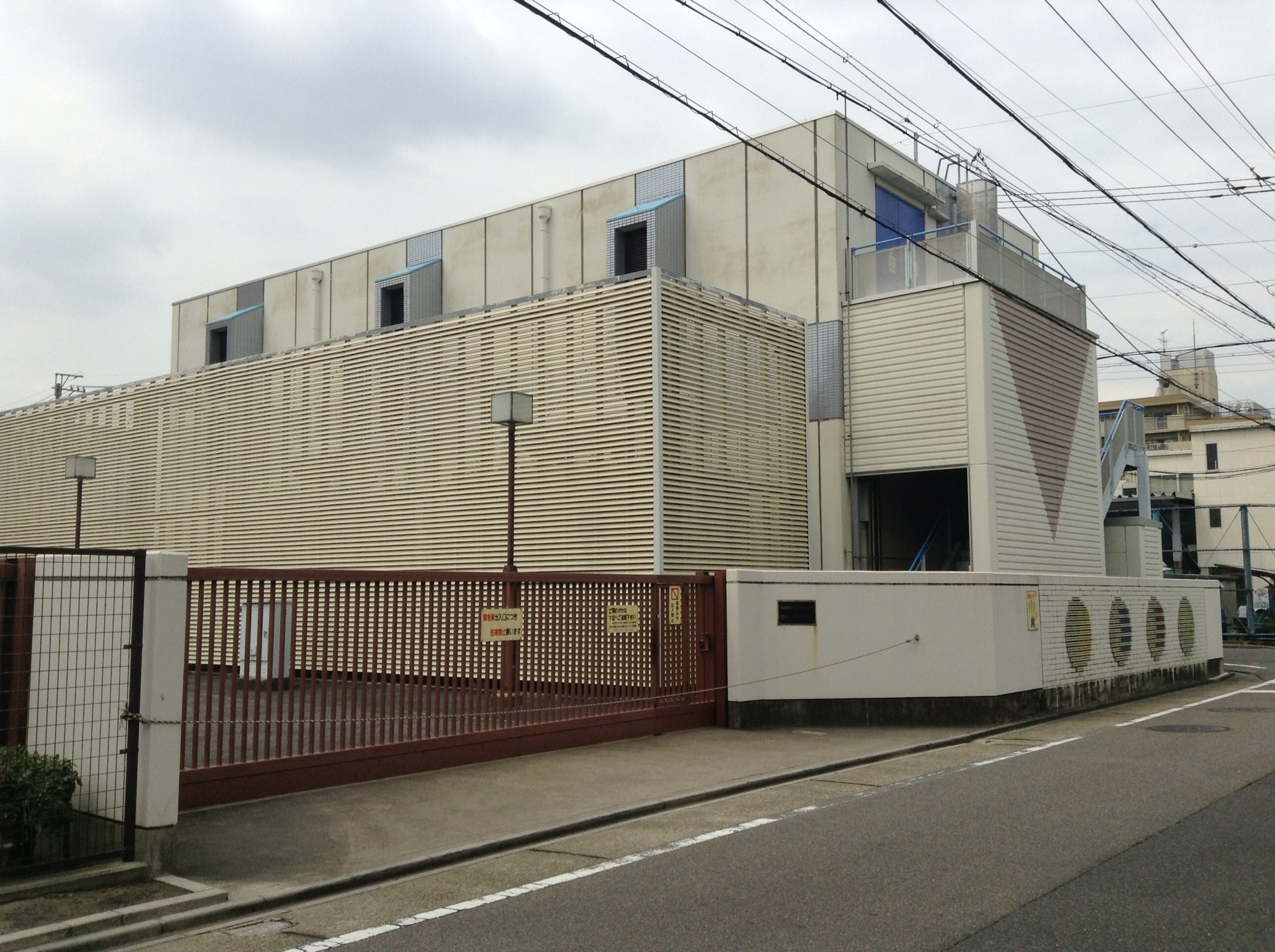
中部電力中切町変電所
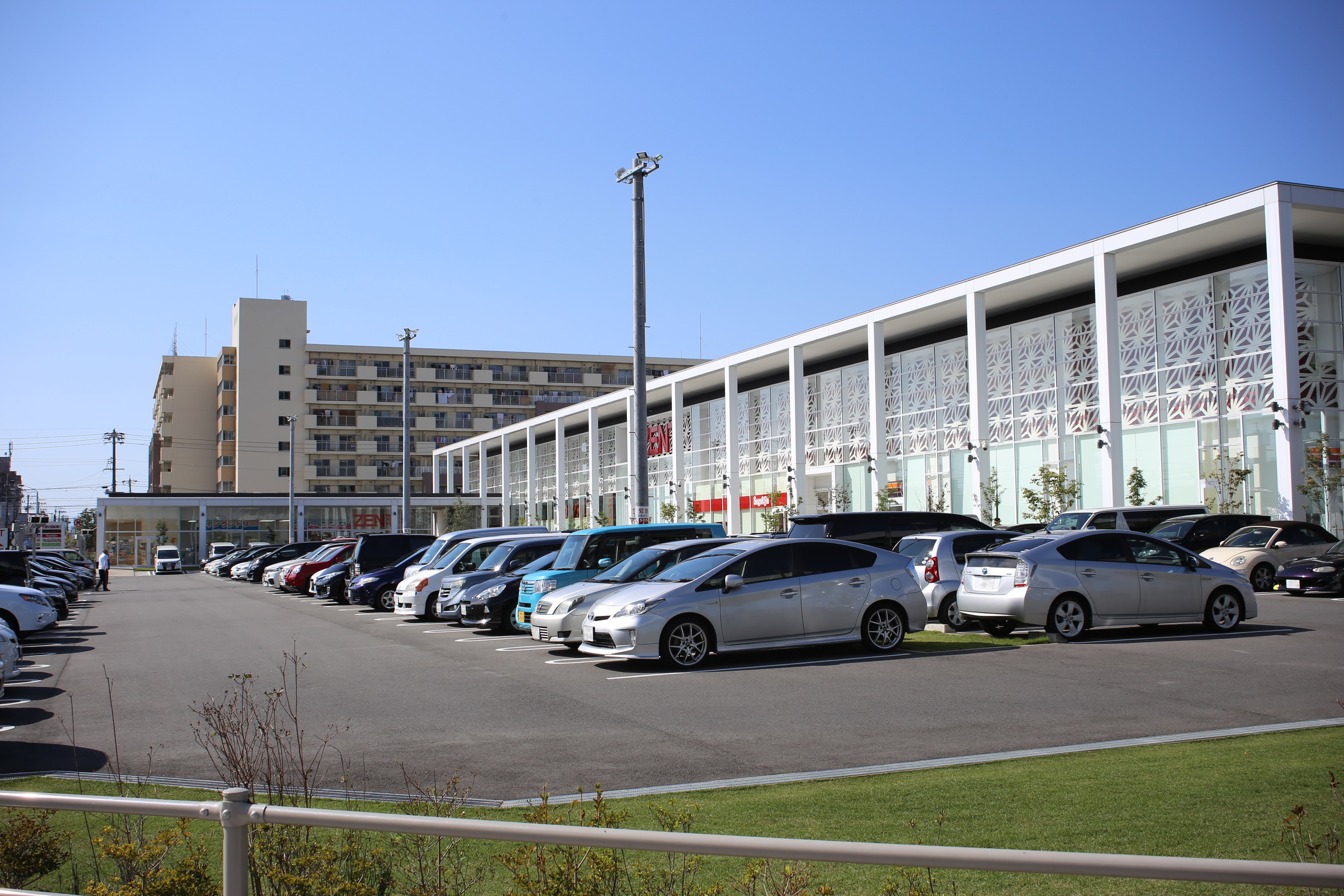
ZENT名古屋北店

旧村社。大日孁命を祀る。創建年代不明。矢田川の旧堤防上に位置している。境内社に秋葉社・国府宮社・熊野社がある。例祭は10月11日。
- 天神社
- 法華宗陣門流日観寺

山号は晴雲山。本尊は法華題目木塔。宝永6年、阿部肥後守正寛により尾張国丹羽郡瀬部村字河原に建てられた寺院をルーツとする。これは以後尾張藩士であった阿部氏の菩提寺となったが、いつしか廃寺となっていた。1880年（明治13年）8月19日にこれを西春日井郡下中切村字石原に移した。
- 天理教本順愛文教会
- 神道天心教森講社
- 愛知県営川中住宅
- 中部電力中切町変電所
- ZENT名古屋北店
- 鯱第一交通本社

- 神明社
- 天神社
- 県営川中住宅
- 中部電力中切町変電所
- ZENT名古屋北店

## その他

### 日本郵便
- 郵便番号 : 462-0051[WEB 3]（集配局：名古屋北郵便局[WEB 14]）。

### WEB
1. ↑  “愛知県名古屋市北区の町丁・字一覧”.   人口統計ラボ. 2017年10月7日閲覧。
2. 1 2  “町・丁目(大字)別、年齢(10歳階級)別公簿人口(全市・区別)”.   名古屋市 (2019年1月23日). 2019年1月23日閲覧。
3. 1 2  “郵便番号”.  日本郵便. 2019年1月6日閲覧。
4. ↑  “市外局番の一覧”.   総務省. 2019年1月6日閲覧。
5. ↑  名古屋市役所市民経済局地域振興部住民課町名表示係 (2015年10月21日). “北区の町名一覧”.   名古屋市. 2017年10月7日閲覧。
6. ↑  名古屋市道路認定図2013年8月23日閲覧。
7. ↑  名古屋市役所総務局企画部統計課統計係 (2005年7月1日). “（刊行物）名古屋の町(大字)・丁目別人口 (平成12年国勢調査) 北区” (xls). 2017年10月8日閲覧。
8. ↑  名古屋市役所総務局企画部統計課統計係 (2007年6月29日). “平成17年国勢調査　名古屋の町(大字)別・年齢別人口 北区” (xls). 2017年10月8日閲覧。
9. ↑  名古屋市役所総務局企画部統計課統計係 (2012年6月29日). “平成22年国勢調査　名古屋の町(大字)別・年齢別人口 北区” (xls). 2017年10月8日閲覧。
10. ↑  名古屋市役所総務局企画部統計課統計係 (2017年7月7日). “平成27年国勢調査　名古屋の町(大字)別・年齢別人口” (xls). 2017年10月8日閲覧。
11. ↑  “市立小・中学校の通学区域一覧”.   名古屋市 (2018年11月10日). 2019年1月14日閲覧。
12. ↑  “平成29年度以降の愛知県公立高等学校（全日制課程）入学者選抜における通学区域並びに群及びグループ分け案について”.   愛知県教育委員会 (2015年2月16日). 2019年1月14日閲覧。
13. 1 2  “社会福祉法人白馬福祉会”.   社会福祉法人白馬福祉会. 2019年8月20日閲覧。
14. ↑  郵便番号簿 平成29年度版 - 日本郵便. 2019年01月06日閲覧 (PDF)

### 書籍
1. ↑  名古屋市計画局 1992, p. 191.
2. 1 2 3 4 5 6 7  名古屋市計画局 1992, p. 751.
3. 1 2  名古屋市計画局 1992, p. 752.
4. 1 2 3 4 5 6 7  西春日井郡 1923, p. 380.
5. ↑  北区役所教育課 1964, p. 127.
6. 1 2 3 4 5 6  西春日井郡 1923, p. 346.
7. 1 2 3 4 5  西春日井郡 1923, p. 381.